# Jeremiah Tilmon
Jeremiah Tilmon Jr. (East St. Louis, 25 novembre 1998) è un cestista statunitense.